# Synallaxis hypospodia
Synallaxis hypospodia là một loài chim trong họ Furnariidae.